# Megaphobema teceae
Megaphobema teceae är en spindelart som beskrevs av Fernando Pérez-Miles, Laura Tavares Miglio och Alexandre B. Bonaldo 2006. Den ingår i släktet Megaphobema och familjen fågelspindlar. Inga underarter finns listade i Catalogue of Life.